# Publio Casio Secundo
Publio Casio Secundo (en latín, Publius Cassius Secundus) fue un senador romano del siglo II, que desarrolló su carrera política bajo los imperios de Trajano, Adriano y Antonino Pío.

## Carrera
Su primer cargo conocido es el de gobernador del distrito militar de Numidia y legado de la Legio III Augusta, de guarnición en dicha provincia, cargo que ejercía en 138.
Ese mismo año, fallecido Adriano, Antonio Pío lo seleccionó como cónsul sufecto para el nundinum de octubre a diciembre de 138.